# Wereldkampioenschappen veldrijden
De wereldkampioenschappen veldrijden worden jaarlijks georganiseerd door de Internationale Wielerunie. Er worden WK's verreden in de categorieën elite (mannen en vrouwen), beloften (mannen en vrouwen), junioren (mannen en vrouwen) en de gemengde estafette.
De eerste editie voor mannen vond plaats in 1950, terwijl de eerste editie voor vrouwen werd gehouden in 2000. De mannen beloften reden voor het eerst een aparte wedstrijd in 1996, de vrouwen beloften moesten hiervoor wachten tot in 2016. In 1979 vond de eerste editie voor de mannen junioren plaats, de vrouwen junioren hadden hun eerste aparte wedstrijd in 2020. In 2022 werd voor het eerst een gemengde estafette georganiseerd; dit betrof een testevent. Hierdoor telden de medailles van deze wedstrijd destijds niet mee in de medaillespiegel. Van 1967 tot 1993 werd er ook een wereldkampioenschap voor amateurs (of liefhebbers) georganiseerd. In 2021 konden voor het eerst in de geschedienis van het WK veldrijden niet alle oorspronkelijk geplande wedstrijden afgewerkt worden. Twee weken voor het WK besliste de UCI om de wedstrijden voor mannen en vrouwen junioren te schrappen omwille van de coronapandemie.

## Edities
| Editie | Jaar | Land                | Plaats               | Datum                 | Categorieën | Categorieën | Categorieën | Categorieën | Categorieën | Categorieën | Categorieën | Categorieën | Winnaar medaillespiegel           |
| Editie | Jaar | Land                | Plaats               | Datum                 | ME          | VE          | MB          | VB          | MJ          | VJ          | GE          | MA          | Winnaar medaillespiegel           |
| ------ | ---- | ------------------- | -------------------- | --------------------- | ----------- | ----------- | ----------- | ----------- | ----------- | ----------- | ----------- | ----------- | --------------------------------- |
| 81     | 2030 | België              | Namen                |                       | X           | X           | X           | X           | X           | X           | X           |             |                                   |
| 80     | 2029 | onbekend            | onbekend             |                       | X           | X           | X           | X           | X           | X           | X           |             |                                   |
| 79     | 2028 | Nederland           | Hoogerheide          |                       | X           | X           | X           | X           | X           | X           | X           |             |                                   |
| 78     | 2027 | België              | Oostende             | 30-31 januari         | X           | X           | X           | X           | X           | X           | X           |             |                                   |
| 77     | 2026 | Nederland           | Hulst                | 31 januari-1 februari | X           | X           | X           | X           | X           | X           | X           |             |                                   |
| 76     | 2025 | Frankrijk           | Liévin               | 1-2 februari          | X           | X           | X           | X           | X           | X           | X           |             | Nederland                         |
| 75     | 2024 | Tsjechië            | Tábor                | 3-4 februari          | X           | X           | X           | X           | X           | X           | X           |             | Nederland                         |
| 74     | 2023 | Nederland           | Hoogerheide          | 4-5 februari          | X           | X           | X           | X           | X           | X           | X           |             | Nederland                         |
| 73     | 2022 | Verenigde Staten    | Fayetteville         | 29-30 januari         | X           | X           | X           | X           | X           | X           | T           |             | Nederland                         |
| 72     | 2021 | België              | Oostende             | 30-31 januari         | X           | X           | X           | X           | Af.         | Af.         |             |             | Nederland                         |
| 71     | 2020 | Zwitserland         | Dübendorf            | 1-2 februari          | X           | X           | X           | X           | X           | X           |             |             | Nederland                         |
| 70     | 2019 | Denemarken          | Bogense              | 2-3 februari          | X           | X           | X           | X           | X           |             |             |             | Nederland                         |
| 69     | 2018 | Nederland           | Valkenburg           | 3-4 februari          | X           | X           | X           | X           | X           |             |             |             | België                            |
| 68     | 2017 | Luxemburg           | Bieles               | 28-29 januari         | X           | X           | X           | X           | X           |             |             |             | Nederland                         |
| 67     | 2016 | België              | Zolder               | 30-31 januari         | X           | X           | X           | X           | X           |             |             |             | Nederland                         |
| 66     | 2015 | Tsjechië            | Tábor                | 31 januari-1 februari | X           | X           | X           |             | X           |             |             |             | België                            |
| 65     | 2014 | Nederland           | Hoogerheide          | 1-2 februari          | X           | X           | X           |             | X           |             |             |             | België                            |
| 64     | 2013 | Verenigde Staten    | Louisville           | 2 februari            | X           | X           | X           |             | X           |             |             |             | Nederland                         |
| 63     | 2012 | België              | Koksijde             | 28-29 januari         | X           | X           | X           |             | X           |             |             |             | Nederland                         |
| 62     | 2011 | Duitsland           | St. Wendel           | 29-30 januari         | X           | X           | X           |             | X           |             |             |             | Nederland                         |
| 61     | 2010 | Tsjechië            | Tábor                | 30-31 januari         | X           | X           | X           |             | X           |             |             |             | Tsjechië                          |
| 60     | 2009 | Nederland           | Hoogerheide          | 31 januari-1 februari | X           | X           | X           |             | X           |             |             |             | Nederland                         |
| 59     | 2008 | Italië              | Treviso              | 26-27 januari         | X           | X           | X           |             | X           |             |             |             | Frankrijk                         |
| 58     | 2007 | België              | Hooglede-Gits        | 27-28 januari         | X           | X           | X           |             | X           |             |             |             | België                            |
| 57     | 2006 | Nederland           | Zeddam               | 28-29 januari         | X           | X           | X           |             | X           |             |             |             | Nederland                         |
| 56     | 2005 | Duitsland           | St. Wendel           | 29-30 januari         | X           | X           | X           |             | X           |             |             |             | België Duitsland                  |
| 55     | 2004 | Frankrijk           | Pontchâteau          | 31 januari-1 februari | X           | X           | X           |             | X           |             |             |             | België                            |
| 54     | 2003 | Italië              | Monopoli             | 1-2 februari          | X           | X           | X           |             | X           |             |             |             | Nederland                         |
| 53     | 2002 | België              | Zolder               | 2-3 februari          | X           | X           | X           |             | X           |             |             |             | België                            |
| 52     | 2001 | Tsjechië            | Tábor                | 3-4 februari          | X           | X           | X           |             | X           |             |             |             | België                            |
| 51     | 2000 | Nederland           | Sint-Michielsgestel  | 29-30 januari         | X           | X           | X           |             | X           |             |             |             | België                            |
| 50     | 1999 | Slowakije           | Poprad               | 30-31 januari         | X           |             | X           |             | X           |             |             |             | België                            |
| 49     | 1998 | Denemarken          | Middelfart           | 31 januari-1 februari | X           |             | X           |             | X           |             |             |             | België                            |
| 48     | 1997 | Duitsland           | München              | 1-2 februari          | X           |             | X           |             | X           |             |             |             | Italië                            |
| 47     | 1996 | Frankrijk           | Montreuil            | 3-4 februari          | X           |             | X           |             | X           |             |             |             | Zwitserland                       |
| 46     | 1995 | Zwitserland         | Eschenbach           | 29 januari            | X           |             |             |             | X           |             |             |             | Zwitserland                       |
| 45     | 1994 | België              | Koksijde             | 30 januari            | X           |             |             |             | X           |             |             |             | Nederland                         |
| 44     | 1993 | Italië              | Corva                | 30-31 januari         | X           |             |             |             | X           |             |             | X           | Tsjechië                          |
| 43     | 1992 | Verenigd Koninkrijk | Leeds                | 1-2 februari          | X           |             |             |             | X           |             |             | X           | Duitsland Groot-Brittannië Italië |
| 42     | 1991 | Nederland           | Gieten               | 2-3 februari          | X           |             |             |             | X           |             |             | X           | Tsjecho-Slowakije                 |
| 41     | 1990 | Spanje              | Getxo                | 3-4 februari          | X           |             |             |             | X           |             |             | X           | Nederland                         |
| 40     | 1989 | Frankrijk           | Pontchâteau          | 28-29 januari         | X           |             |             |             | X           |             |             | X           | Frankrijk                         |
| 39     | 1988 | Zwitserland         | Hägendorf            | 30-31 januari         | X           |             |             |             | X           |             |             | X           | Zwitserland                       |
| 38     | 1987 | Tsjecho-Slowakije   | Mladá Boleslav       | 24-25 januari         | X           |             |             |             | X           |             |             | X           | West-Duitsland                    |
| 37     | 1986 | België              | Lembeek              | 25-26 januari         | X           |             |             |             | X           |             |             | X           | Zwitserland                       |
| 36     | 1985 | West-Duitsland      | München              | 16-17 februari        | X           |             |             |             | X           |             |             | X           | Zwitserland                       |
| 35     | 1984 | Nederland           | Oss                  | 18-19 februari        | X           |             |             |             | X           |             |             | X           | Tsjecho-Slowakije                 |
| 34     | 1983 | Verenigd Koninkrijk | Birmingham           | 19-20 februari        | X           |             |             |             | X           |             |             | X           | Tsjecho-Slowakije                 |
| 33     | 1982 | Frankrijk           | Lanarvily            | 20-21 februari        | X           |             |             |             | X           |             |             | X           | Tsjecho-Slowakije                 |
| 32     | 1981 | Spanje              | Tolosa               | 21-22 februari        | X           |             |             |             | X           |             |             | X           | Tsjecho-Slowakije                 |
| 31     | 1980 | Zwitserland         | Wetzikon             | 26-27 januari         | X           |             |             |             | X           |             |             | X           | Zwitserland                       |
| 30     | 1979 | Italië              | Saccolongo           | 28 januari            | X           |             |             |             |             |             |             | X           | Zwitserland                       |
| 30     | 1979 | Spanje              | Ordizia              | 18 februari           |             |             |             |             | X           |             |             |             | Zwitserland                       |
| 29     | 1978 | Spanje              | Amorebieta           | 22 januari            | X           |             |             |             |             |             |             | X           | Zwitserland                       |
| 28     | 1977 | West-Duitsland      | Hannover             | 30 januari            | X           |             |             |             |             |             |             | X           | Zwitserland                       |
| 27     | 1976 | Frankrijk           | Chazay-d'Azergues    | 25 januari            | X           |             |             |             |             |             |             | X           | Zwitserland                       |
| 26     | 1975 | Zwitserland         | Melchnau             | 26 januari            | X           |             |             |             |             |             |             | X           | België                            |
| 25     | 1974 | Spanje              | Vera de Bidasoa      | 24 februari           | X           |             |             |             |             |             |             | X           | België                            |
| 24     | 1973 | Verenigd Koninkrijk | Londen               | 25 februari           | X           |             |             |             |             |             |             | X           | België                            |
| 23     | 1972 | Tsjecho-Slowakije   | Praag                | 27 februari           | X           |             |             |             |             |             |             | X           | België                            |
| 22     | 1971 | Nederland           | Apeldoorn            | 28 februari           | X           |             |             |             |             |             |             | X           | België                            |
| 21     | 1970 | België              | Zolder               | 22 februari           | X           |             |             |             |             |             |             | X           | België                            |
| 20     | 1969 | West-Duitsland      | Magstadt             | 23 februari           | X           |             |             |             |             |             |             | X           | België                            |
| 19     | 1968 | Luxemburg           | Luxemburg            | 25 februari           | X           |             |             |             |             |             |             | X           | België                            |
| 18     | 1967 | Zwitserland         | Zürich               | 19 februari           | X           |             |             |             |             |             |             | X           | Frankrijk Italië                  |
| 17     | 1966 | Spanje              | Beasain              | 27 februari           | X           |             |             |             |             |             |             |             | België                            |
| 16     | 1965 | Italië              | Cavaria con Premezzo | 14 februari           | X           |             |             |             |             |             |             |             | Italië                            |
| 15     | 1964 | België              | Overboelare          | 16 februari           | X           |             |             |             |             |             |             |             | Italië                            |
| 14     | 1963 | Frankrijk           | Calais               | 17 februari           | X           |             |             |             |             |             |             |             | West-Duitsland                    |
| 13     | 1962 | Luxemburg           | Esch-sur-Alzette     | 18 februari           | X           |             |             |             |             |             |             |             | Italië                            |
| 12     | 1961 | West-Duitsland      | Hannover             | 19 februari           | X           |             |             |             |             |             |             |             | West-Duitsland                    |
| 11     | 1960 | Spanje              | Tolosa               | 21 februari           | X           |             |             |             |             |             |             |             | West-Duitsland                    |
| 10     | 1959 | Zwitserland         | Genève               | 15 februari           | X           |             |             |             |             |             |             |             | Italië                            |
| 9      | 1958 | Frankrijk           | Limoges              | 23 februari           | X           |             |             |             |             |             |             |             | Frankrijk                         |
| 8      | 1957 | België              | Edelare              | 24 februari           | X           |             |             |             |             |             |             |             | Frankrijk                         |
| 7      | 1956 | Luxemburg           | Luxemburg            | 19 februari           | X           |             |             |             |             |             |             |             | Frankrijk                         |
| 6      | 1955 | Saarland            | Saarbrücken          | 6 maart               | X           |             |             |             |             |             |             |             | Frankrijk                         |
| 5      | 1954 | Italië              | Gallarate            | 28 februari           | X           |             |             |             |             |             |             |             | Frankrijk                         |
| 4      | 1953 | Spanje              | Oñati                | 8 maart               | X           |             |             |             |             |             |             |             | Frankrijk                         |
| 3      | 1952 | Zwitserland         | Genève               | 24 februari           | X           |             |             |             |             |             |             |             | Frankrijk                         |
| 2      | 1951 | Luxemburg           | Luxemburg            | 18 februari           | X           |             |             |             |             |             |             |             | Frankrijk                         |
| 1      | 1950 | Frankrijk           | Parijs               | 4 maart               | X           |             |             |             |             |             |             |             | Frankrijk                         |
| Editie | Jaar | Land                | Plaats               | Datum                 | ME          | WE          | MB          | VB          | MJ          | WJ          | GE          | MA          | Winnaar medaillespiegel           |
| Editie | Jaar | Land                | Plaats               | Datum                 | Categorieën |             |             |             |             |             |             |             | Winnaar medaillespiegel           |

## Resultaten
| Type               | Categorie            | Type    | Categorie |
| ------------------ | -------------------- | ------- | --------- |
| Mannen             | Elite                | Vrouwen | Elite     |
| Mannen             | Beloften             | Vrouwen | Beloften  |
| Mannen             | Junioren             | Vrouwen | Junioren  |
| Mannen             | Amateurs (voormalig) | Vrouwen |           |
| Gemengde estafette |                      |         |           |

## Medaillespiegel
| Plaats | Land             | Goud | Zilver | Brons | Totaal |
| ------ | ---------------- | ---- | ------ | ----- | ------ |
| 1      | België           | 62   | 57     | 49    | 168    |
| 2      | Nederland        | 53   | 42     | 46    | 141    |
| 3      | Frankrijk        | 24   | 18     | 33    | 75     |
| 4      | Tsjechië         | 20   | 24     | 26    | 70     |
| 5      | Zwitserland      | 17   | 22     | 23    | 62     |
| 6      | Duitsland        | 16   | 22     | 14    | 52     |
| 7      | Italië           | 13   | 8      | 13    | 34     |
| 8      | Groot-Brittannië | 13   | 8      | 5     | 26     |
| 9      | Denemarken       | 2    | 1      | 2     | 5      |
| 10     | Verenigde Staten | 1    | 8      | 3     | 12     |
| 11     | Spanje           | 1    | 4      | 0     | 5      |
| 12     | Canada           | 1    | 1      | 1     | 3      |
| 13     | Polen            | 0    | 4      | 4     | 8      |
| 14     | Slowakije        | 0    | 2      | 1     | 3      |
| 15     | Hongarije        | 0    | 1      | 1     | 2      |
| 15     | Luxemburg        | 0    | 1      | 1     | 2      |
| 17     | Oostenrijk       | 0    | 0      | 1     | 1      |
| Totaal | Totaal           | 223  | 223    | 223   | 669    |

Bijgewerkt t/m WK 2025

## Statistieken

### Organiserende landen
| Aantal | Gastland                                        |
| ------ | ----------------------------------------------- |
| 12     | België                                          |
| 11     | Nederland                                       |
| 9      | Frankrijk                                       |
| 8      | Zwitserland                                     |
| 7      | Spanje                                          |
| 6      | Italië                                          |
| 5      | Luxemburg                                       |
| 4      | West-Duitsland, Tsjechië                        |
| 3      | Verenigd Koninkrijk, Duitsland                  |
| 2      | Verenigde Staten, Denemarken, Tsjecho-Slowakije |
| 1      | Slowakije, Saarland                             |

Bijgewerkt tot en met de WK veldrijden 2028 + 2030

## Organisatie
De organisatie van het WK veldrijden is een fee verschuldigd aan de UCI, om het wereldkampioenschap te mogen organiseren. Voor de edities van 2024, 2025, 2026 en 2027 bedraagt de fee CHF 425.000 per editie. Voor de edities van 2028, 2029 en 2030 bedraagt de fee CHF 475.000 per editie.
1950 · 
1951 · 
1952 · 
1953 · 
1954 · 
1955 · 
1956 · 
1957 · 
1958 · 
1959 · 
1960 · 
1961 · 
1962 · 
1963 · 
1964 · 
1965 · 
1966 · 
1967 · 
1968 · 
1969 · 
1970 · 
1971 · 
1972 · 
1973 · 
1974 · 
1975 · 
1976 · 
1977 · 
1978 · 
1979 · 
1980 · 
1981 · 
1982 · 
1983 · 
1984 · 
1985 · 
1986 · 
1987 · 
1988 · 
1989 · 
1990 · 
1991 · 
1992 · 
1993 · 
1994 · 
1995 · 
1996 · 
1997 · 
1998 · 
1999 · 
2000 · 
2001 · 
2002 · 
2003 · 
2004 · 
2005 · 
2006 · 
2007 · 
2008 · 
2009 · 
2010 · 
2011 · 
2012 · 
2013 · 
2014 · 
2015 · 
2016 · 
2017 · 
2018 · 
2019 ·
2020 ·
2021 ·
2022 ·
2023 ·
2024 ·
2025

Categorieën

Mannen elite · 
vrouwen elite · 
mannen beloften · 
vrouwen beloften · 
jongens junioren · 
meisjes junioren · 
gemengde estafette

Voormalig:
mannen amateurs
Baanwielrennen (1893-) · 
BMX (1986-) · 
granfondo (2011-) · 
gravelrace (2022-) · 
indoor wielrennen (1956-) · 
mountainbike (1990-) · 
mountainbike marathon (2003-) · 
para-cycling baanwielrennen (2006-) · 
para-cycling wegwielrennen (2006-) · 
trials (1987-1999) · 
urban cycling (2017-) · 
veldrijden (1950-) · 
wegwielrennen (1921-)
Kampioenschappen:  Wereldkampioenschappen ·
 Europese kampioenschappen ·
 Pan-Amerikaanse kampioenschappen
 België ·
 Canada ·
 Denemarken ·
 Duitsland ·
 Finland ·
 Frankrijk ·
 Hongarije ·
 Ierland ·
 Italië ·
 Japan ·
 Kroatië ·
 Luxemburg ·
 Nederland ·
 Nieuw-Zeeland ·
 Noorwegen ·
 Oostenrijk ·
 Polen ·
 Servië ·
 Slowakije ·
 Spanje ·
 Tsjechië ·
 Verenigd Koninkrijk ·
 Verenigde Staten ·
 Zweden ·
 Zwitserland
Klassementen:  Wereldbeker ·
 Superprestige ·
 X²O Badkamers Trofee ·
 HSF System Cup ·
 USCX Series ·
 Coupe de France ·
 National Trophy Series ·
 Giro d'Italia Ciclocross ·
 Copa de España ·
 New England Series ·
 Swiss Cyclocross Cup
Overig:  Exact Cross
Voormalig:  EKZ CrossTour ·  Rectavit Series ·  US Cup